# 約翰·格尼

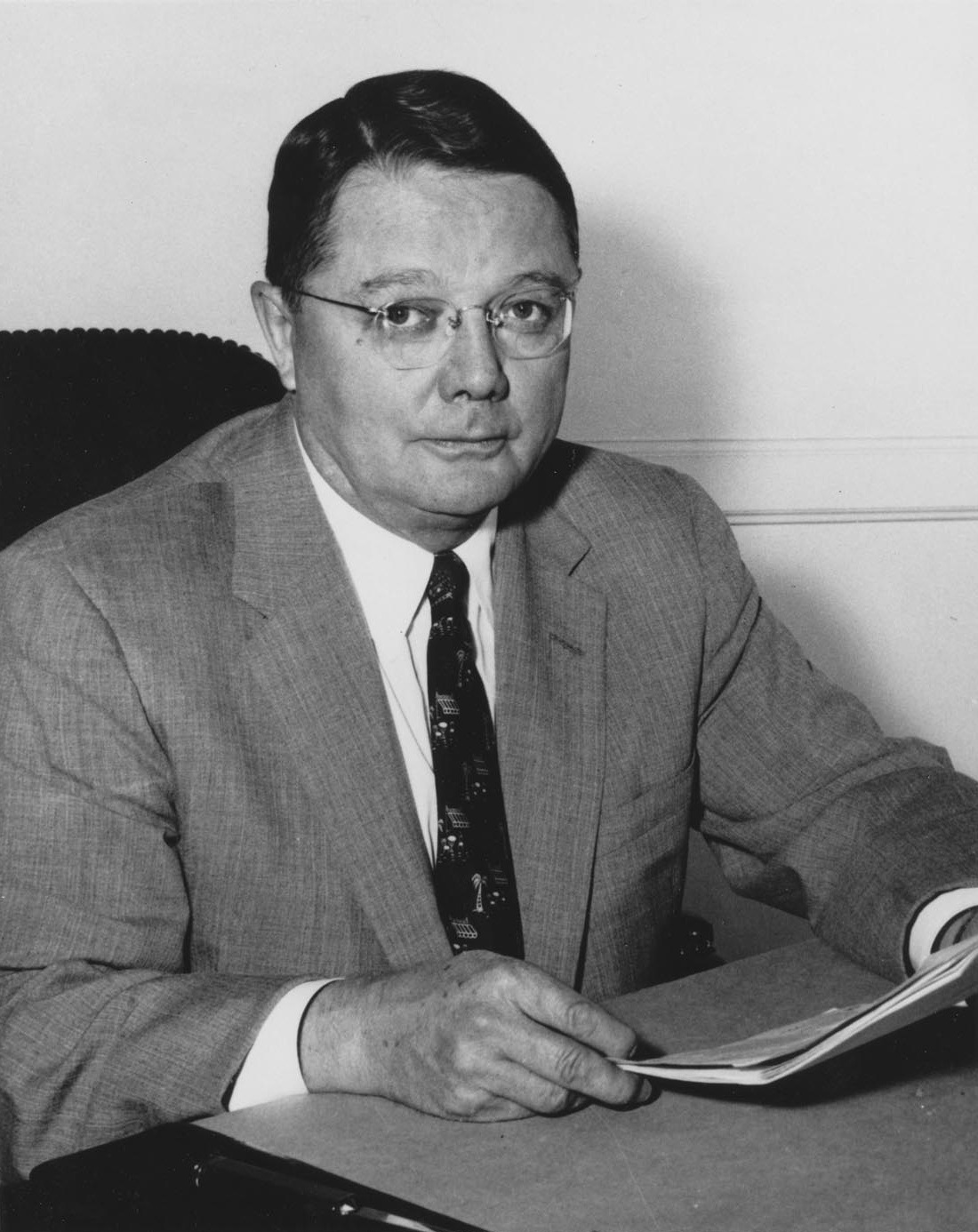
約翰·格尼

約翰·錢德勒 "陳"格尼（英語：Chan Gurney，1896年5月21日—1985年3月9日），是一位來自南達科他州的美國商人和政治家。作為一名共和黨人，他最為人熟知的是他在1939年至1951年期間擔任美國參議員的經歷。

## 外部連結
- 在Find a Grave上的約翰·格尼